# Wenus i Adonis (obraz Tycjana)
Wenus i Adonis (wł. Venere e Adone) – obraz namalowany w 1554 przez włoskiego malarza renesansowego, Tycjana. Dzieło obecnie znajduje się w zbiorach hiszpańskiego Museo Nacional del Prado (Madryt).
Dzieło powstało na zamówienie króla Hiszpanii Filipa II.